# Việt Quang
Việt Quang est la capitale du district de Bac Quang, située dans la province de Ha Giang, au Vietnam.

## Géographie
La ville de Việt Quang est située au centre du district de Bac Quang. Elle est entourée par le district de Quang Binh et la commune de Tan Lap (au nord), les communes de Viet Vinh et de Quang Minh (à l'est), les communes de Quang Minh, Hung An et Viet Hong (au sud), et le district de Quang Binh (à l'ouest).
La ville de Việt Quang possède une superficie de 46,98 km2. La population recensée en 2019 est de 16 072 habitants.

## Administration
La ville de Việt Quang compte 23 groupes résidentiels et villages divisés en 14 groupes résidentiels : 1, 2, 3, 4, 5, 6, 7, 8, 9, 10, 11, 12, 13, 14 et 9 villages : Cau Ham, Cau Thuy, Minh Thanh, Tan Son, Tan Thanh, Thanh Binh, Thanh Son, Thanh Tan, Viet Tan.

## Histoire
Le 19 février 1986, le Conseil des ministres publie la décision 14-HDBT sur la création de Việt Quang sur la base de :
- Fusion de 988,23 hectares de terres avec 1 877 personnes de la commune de Viet Vinh ;
- Fusion de 809 hectares de terres avec 1 213 personnes de la commune de Quang Minh ;
- Avec 7 242 personnes qui sont des agents et des employés des agences et des unités relevant du district, situées dans la ville.

Le 25 août 2010, le ministère de la Construction publie la décision no 780/QD-BXD reconnaissant la ville de Việt Quang comme une zone urbaine de type IV.

## Trafic
La ville de Việt Quang est traversée par la route nationale 2 et la route nationale 279. Une partie du lac Quang Minh appartient à Việt Quang. De plus, la ville compte également de nombreux petits ruisseaux tels que le ruisseau Nam Khoa, et le ruisseau Thuy.